# オットカール4世 (シュタイアーマルク公)
オットカール4世（ドイツ語：Ottokar IV., 1163年 - 1192年5月8日）またはオタカール4世（Otakar IV.）は、シュタイアーマルク辺境伯（在位：1164年 - 1180年）、シュタイアーマルク公（在位：1180年 - 1192年）。

## 生涯
オットカール4世はシュタイアーマルク辺境伯オットカール3世とクニグンデ・フォン・フォーブルクの息子である。
父オットカール3世が死去した時、オットカール4世はわずか1歳であったため、1180年にオットカール4世が成年に達するまで母クニグンデが義母ゾフィーのやり方に倣って統治をおこなった。1180年、ハインリヒ獅子公が領地を没収の上追放された後、シュタイアーマルクはバイエルンから切り離され独立した公領となり、義理の伯父にあたり母の姉の夫であった皇帝フリードリヒ1世により、オットカール4世はシュタイアーマルク公とされた。
オットカール4世は1170年から1183年の間にフュルステンフェルトの町を造った。
オットカール4世はハンセン病にかかり、嗣子を得られる望みが絶たれてしまった。1186年8月17日に、オットカール4世はバーベンベルク家のオーストリア公レオポルト5世とエンスで会い、相続協定（ゲオルゲンベルク協定）を結び、この協定は皇帝フリードリヒ1世によって承認された。初代シュタイアーマルク公であったオットカール4世は1192年5月8日に死去し、オタカール家は断絶した。